# New York Dolls (album)
New York Dolls – debiutancki album zespołu New York Dolls, wydany w 1973 roku przez wytwórnię Mercury Records.
W 2003 album został sklasyfikowany na 213. miejscu listy 500 albumów wszech czasów dwutygodnika „Rolling Stone”.

## Lista utworów
| 1.  | "Personality Crisis" (David Johansen/Johnny Thunders) | 3:43  |
|     |                                                       |       |
| 2.  | "Looking for a Kiss" (David Johansen/Johnny Thunders) | 3:20  |
|     |                                                       |       |
| 3.  | "Vietnamese Baby" (David Johansen)                    | 3:39  |
|     |                                                       |       |
| 4.  | "Lonely Planet Boy" (David Johansen/Johnny Thunders)  | 4:10  |
|     |                                                       |       |
| 5.  | "Frankenstein" (David Johansen/Sylvain Sylvain)       | 6:00  |
|     |                                                       |       |
| 6.  | "Trash" (David Johansen/Sylvain Sylvain)              | 3:09  |
|     |                                                       |       |
| 7.  | "Bad Girl" (David Johansen/Johnny Thunders)           | 3:05  |
|     |                                                       |       |
| 8.  | "Subway Train" (David Johansen/Johnny Thunders)       | 4:22  |
|     |                                                       |       |
| 9.  | "Pills" (Bo Diddley)                                  | 2:49  |
|     |                                                       |       |
| 10. | "Private World" (David Johansen/Arthur Kane)          | 3:40  |
|     |                                                       |       |
| 11. | "Jet Boy" (David Johansen/Johnny Thunders)            | 4:40  |
|     |                                                       |       |
|     |                                                       | 42:37 |
|     |                                                       |       |

## Skład
- David Johansen – wokal
- Johnny Thunders – gitara, wokal
- Sylvain Sylvain – gitara, wokal
- Arthur Kane – gitara basowa
- Jerry Nolan – perkusja

Gościnnie:
- Todd Rundgren – pianino, instr. klawiszowe, syntezator
- Buddy Bowser – saksofon
- Alex Spyropoulos – pianino